# 新瓦西里基夫卡
48°14′56″N 35°52′0″E / 48.24889°N 35.86667°E
新瓦西里基夫卡（羅馬化：Novovasylkivka）是位於烏克蘭中部的村莊，由第聶伯羅彼得羅夫斯克州裡錫內利尼科韋區的瓦西里基夫卡市鎮負責管轄。該村距離曼韋利夫卡1.5公里，2001年人口107。